# Nondorf (Gemeinde Pölla)
Nondorf ist eine Ortschaft und eine Katastralgemeinde der Gemeinde Pölla im Bezirk Zwettl in Niederösterreich.

## Geschichte
Laut Adressbuch von Österreich waren im Jahr 1938 in Nondorf ein Dachdecker, ein Schneider, ein Viktualienhändler und einige Landwirte ansässig.

## Siedlungsentwicklung
Zum Jahreswechsel 1979/1980 befanden sich in der Katastralgemeinde Nondorf insgesamt 38 Bauflächen mit 14.981 m² und 38 Gärten auf 31.010 m², 1989/1990 gab es 41 Bauflächen. 1999/2000 war die Zahl der Bauflächen auf 97 angewachsen und 2009/2010 bestanden 39 Gebäude auf 89 Bauflächen.

## Bodennutzung
Die Katastralgemeinde ist forstwirtschaftlich geprägt. 263 Hektar wurden zum Jahreswechsel 1979/1980 landwirtschaftlich genutzt und 158 Hektar waren forstwirtschaftlich geführte Waldflächen. 1999/2000 wurde auf 254 Hektar Landwirtschaft betrieben und 168 Hektar waren als forstwirtschaftlich genutzte Flächen ausgewiesen. Ende 2018 waren 251 Hektar als landwirtschaftliche Flächen genutzt und Forstwirtschaft wurde auf 168 Hektar betrieben. Die durchschnittliche Bodenklimazahl von Nondorf beträgt 20,5 (Stand 2010).